# Odette de Carvalho e Souza

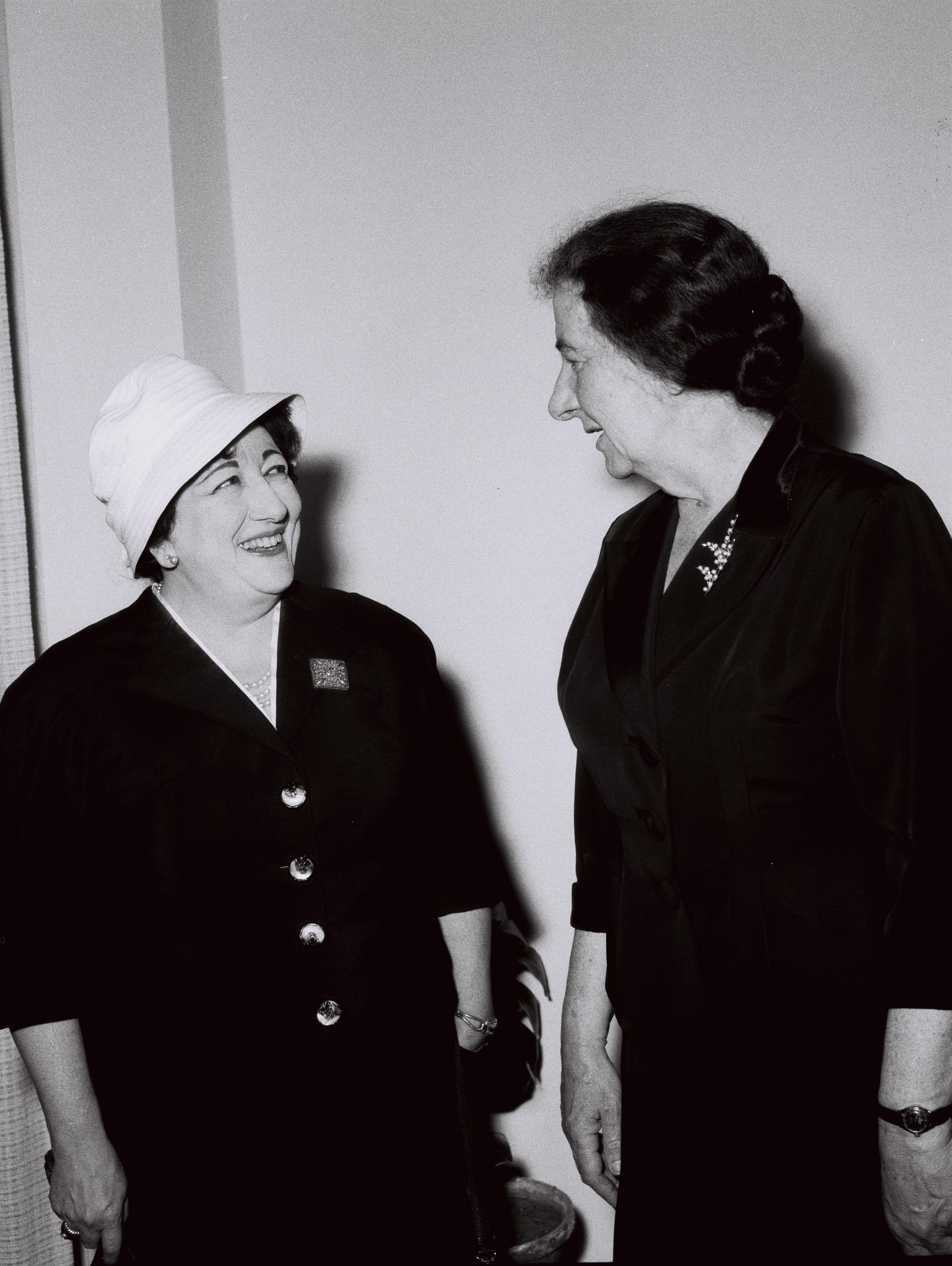
Odette de Carvalho e Souza – Golda Meir, 1959. Von 3. Mai 1959 bis 6. August 1961 war Odette de Carvalho e Souza Botschafterin in Tel Aviv.

Odette de Carvalho e Souza (* 1. Oktober 1904 in Rio de Janeiro; † 1970) war eine brasilianische Diplomatin.

## Leben
Vom 6. Juli 1932 bis 1. April 1934 war de Carvalho e Souza als Archivarin der brasilianischen Delegation zur Genfer Abrüstungskonferenz in Bern und wenig später bis zum 1. September 1935, als Addida ao Gabinete (Bürobeigeordnete des Außenministers) tätig.
Nach dem gescheiterten Aufstand von Luís Carlos Prestes in den Jahren  1936/1937 gründete und leitete sie den Serviços de Estudos e Investigações (SEI), den Nachrichtendienst des Itamaraty. Nach dem Zweiten Weltkrieg wurde de Carvalho e Souza 1946 als Beamtin im Büro des Außenministers übernommen. 1949 wurde sie als Gesandtschaftssekretärin zweiter Klasse in Bern und von 1951 bis 1956 als Generalkonsulin in Lissabon eingesetzt.
Odette de Carvalho e Souza leitete die Abteilung Politik des Itamaraty, als die Regierung von João Goulart diplomatische Beziehungen mit der Regierung von Nikita Sergejewitsch Chruschtschow aufnahm. Aus einer konservativen Sicht förderte dies den processo de bolchevização do Brasil. Erzbischof Jaime de Barros Câmara opponierte gegen diese Außenpolitik. Im Itamaraty sabotierte eine von Odette de Carvalho e Souza angeführte Gruppe alle Initiativen, sich den sozialistischen Staaten anzunähern. Am 22. September 1958 verfasste sie eine Denkschrift an José Carlos de Macedo Soares, der bis zum 3. Juli 1958 Außenminister war, in welcher sie sich gegen eine Intensivierung der Handelsbeziehungen mit Ländern hinter dem eisernen Vorhang wandte.
In der Folgezeit wurde Odette de Carvalho e Souza zur Botschafterin in Tel Aviv ernannt. Manoel Pio Corrêa, der spätere Leiter des Centro de Informações do Exterior übernahm die Leitung der Abteilung Politik sowie ein Archiv mit Steckbriefen von Bürgern, welche in den 1940 und 1950er Jahren an Aktivitäten beteiligt waren, die als subversiv erachtet wurden.
Vom 5. Oktober 1961 bis 14. Dezember 1964 war Carvalho e Souza Botschafterin in San José auf Costa Rica und vertrat von 1965 bis 1969 das brasilianische Regime bei der Europäischen Wirtschaftsgemeinschaft in Brüssel.

## Veröffentlichung
- Joaquim Nabuco, diplomata e geógrafo: conferência, 1950